# Allegro appassionato (Saint-Saëns)
Het Allegro appasionato in b-mineur, opus 43 is een compositie van de Franse componist Camille Saint-Saëns. Het stuk is voor de violoncello geschreven. Oorspronkelijk is de begeleiding voor een klein orkest bedoeld, tegenwoordig wordt het stuk eigenlijk alleen nog gespeeld met pianobegeleiding.

## Geschiedenis
Het Allegro appassionato is Saint-Saëns eerste werk geschreven nadat hij met Marie Laurie Emilie Truffot trouwde (3 februari 1875). Het werk werd eind 1875 gepubliceerd. Omstreeks deze tijd schreef Saint-Saëns grote werken als zijn vierde pianoconcert, Danse macabre en strijkkwartet. Het lichte Allegro appassionato lijkt in de schaduw van deze werken meer een restant van een gedachtespinsel. Desondanks blijft het werk vandaag de dag populair, mede doordat het stuk een hoog "showkarakter" heeft met de stijgende passages en het sterke openingsthema.

## Het werk
Hoewel het stuk romantiek uitdraagt, is het niet een langzaam en teder stuk, maar een vlotte beweging met abrupte wisselingen van tempo. Het Allegro refereert aan de snelle delen met bijvoorbeeld zestiende noten en het Apassionato naar het lieflijkere deel. Het stuk kent een viertal omhoogklimmende toonladders van zestiende noten. Ook komt er een cadenza-achtig thema in voor, welke afgesloten met een naar beneden gaande toonladder.

## Bekende voordrachten
- Jacqueline du Pré met haar zus Iris du Pré op de piano.
- Gregor Pjatigorski met orkestbegeleiding. Beeldmateriaal van deze uitvoering is te vinden op de dvd van het Bell Telephone Hour. De uitvoering was zoals eigenlijk altijd bij Piatigorsky rijk aan emotie. Dit is bijvoorbeeld duidelijk hoorbaar in de vele portato's.